# Белл-Плейн (тауншип, Миннесота)
Белл-Плейн (англ. Belle Plaine) — тауншип в округе Скотт, Миннесота, США. На 2000 год его население составило 806 человек.

## География
По данным Бюро переписи населения США площадь тауншипа составляет 101,6 км², из которых 101,6 км² занимает суша, водоёмов нет.

## Демография
По данным переписи населения 2000 года здесь находились 806 человек, 266 домохозяйств и 222 семьи.  Плотность населения —  7,9 чел./км².  На территории тауншипа расположено 275 построек со средней плотностью 2,7 построек на один квадратный километр. Расовый состав населения: 98,26 % белых, 0,37 % коренных американцев, 0,50 % азиатов, 0,25 % — других рас США и 0,62 % приходится на две или более других рас. Испанцы или латиноамериканцы любой расы составляли 0,37 % от популяции тауншипа.
Из 266 домохозяйств в 41,7 % воспитывались дети до 18 лет, в 74,4 % проживали супружеские пары, в 4,1 % проживали незамужние женщины и в 16,5 % домохозяйств проживали несемейные люди. 13,5 % домохозяйств состояли из одного человека, при том 4,5 % из — одиноких пожилых людей старше 65 лет. Средний размер домохозяйства — 3,03, а семьи — 3,31 человека.
30,1 % населения — младше 18 лет, 6,5 % — в возрасте от 18 до 24 лет, 29,7 % — от 25 до 44, 21,8 % — от 45 до 64, и 11,9 % — старше 65 лет. Средний возраст — 37 лет. На каждые 100 женщин приходилось 101,5 мужчин.  На каждые 100 женщин старше 18 приходилось 114,1 мужчин.
Средний годовой доход домохозяйства составлял 51 000 долларов, а средний годовой доход семьи —  53 462 доллара. Средний доход мужчин —  36 793  доллара, в то время как у женщин — 29 375. Доход на душу населения составил 18 621 доллар. За чертой бедности находились 5,7 % семей и 5,3 % всего населения тауншипа, из которых 5,4 % младше 18 и 8,8 % старше 65 лет.